# 圣依纳爵堂 (巴黎)
圣依纳爵堂（Église Saint-Ignace）是一个大型罗马天主教教堂，位于巴黎第六区塞夫勒路（rue de Sèvres）33号，供奉耶稣会创始人圣依纳爵·罗耀拉,建于1855年，新哥特式风格。
该堂的礼仪由耶稣会提供而非堂区，毗邻法国耶稣会哲学和神学学院塞夫勒中心（Centre Sèvres）。该堂没有明显的临街立面。

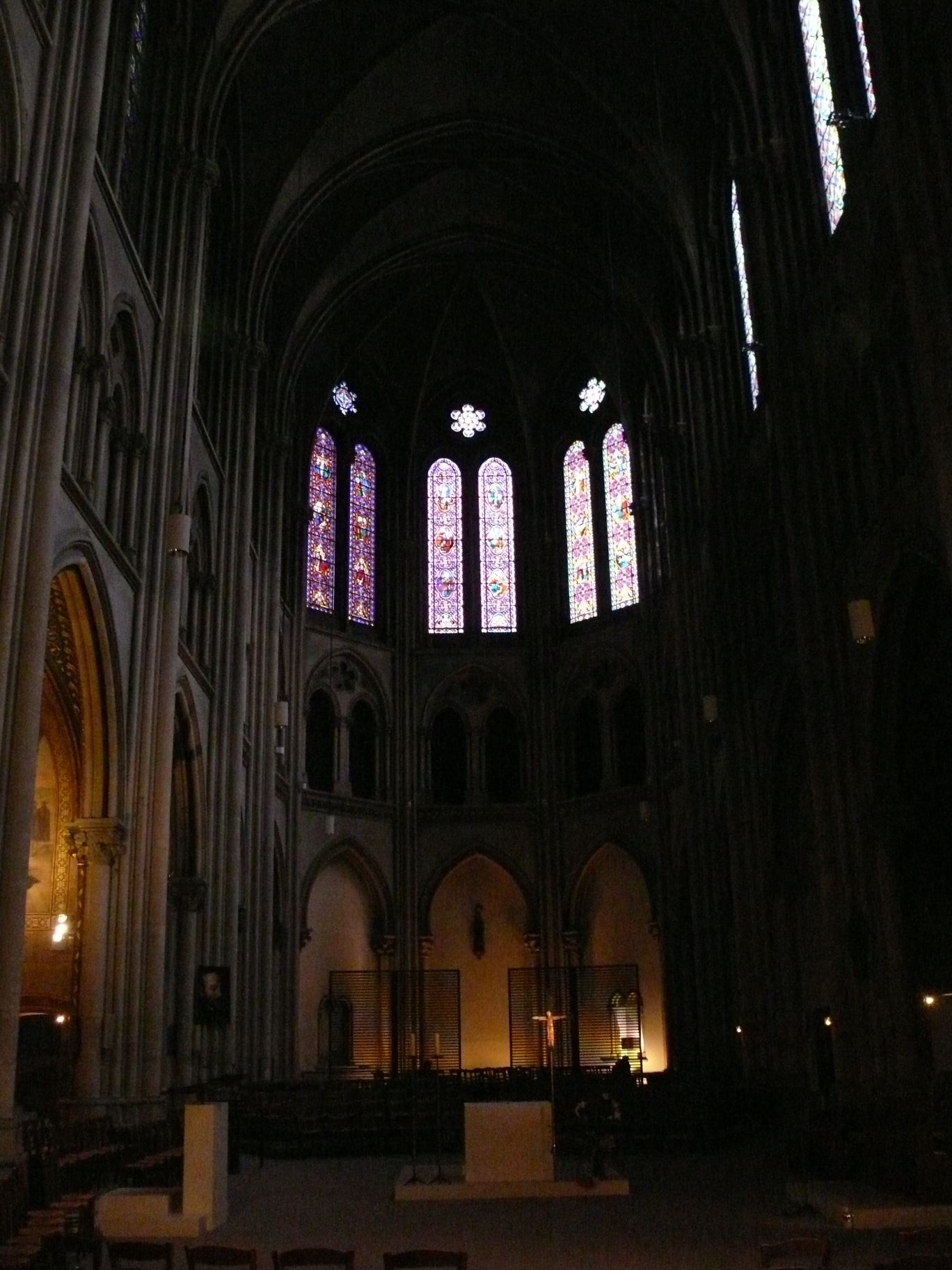
内部
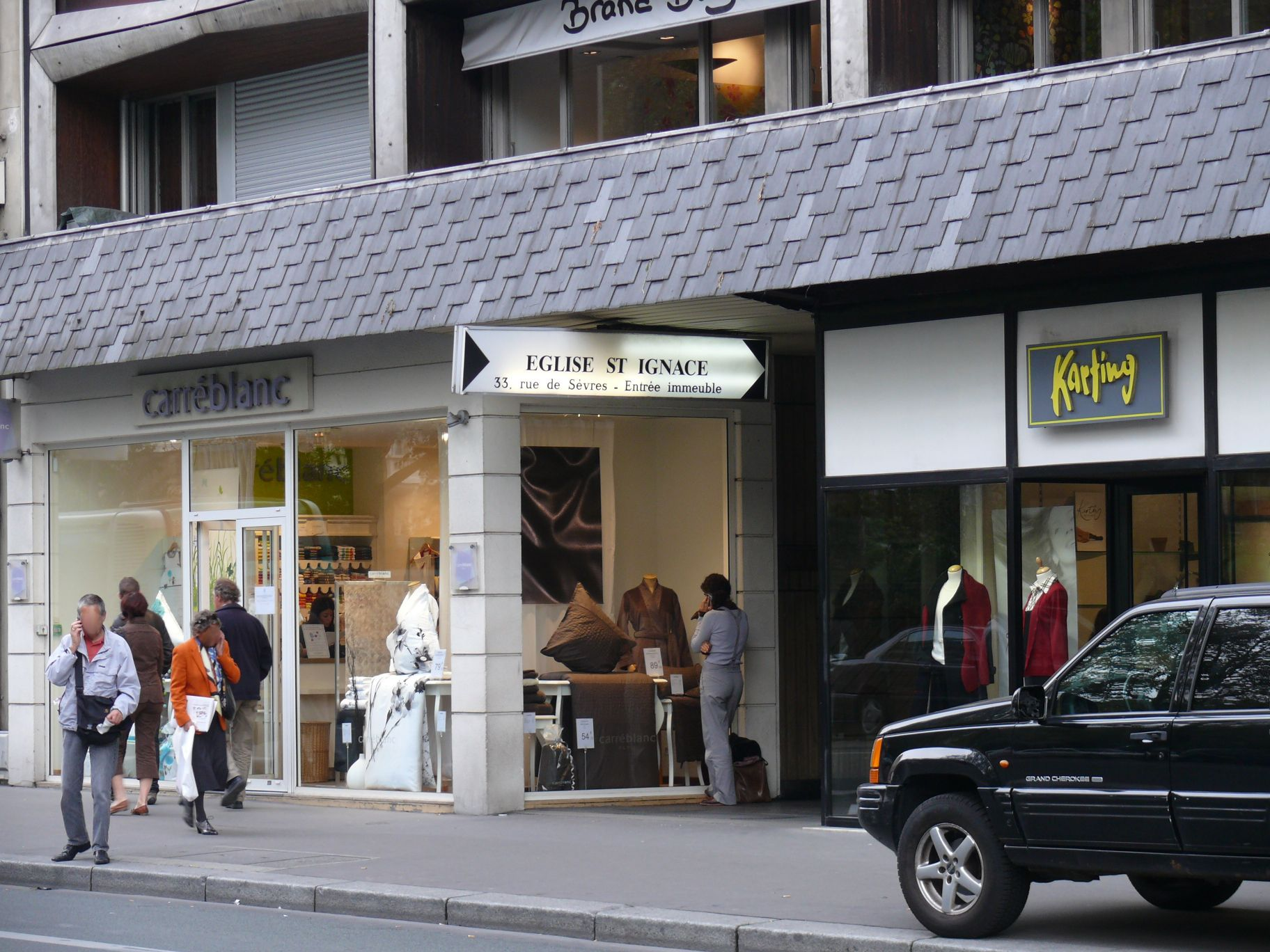
临街入口
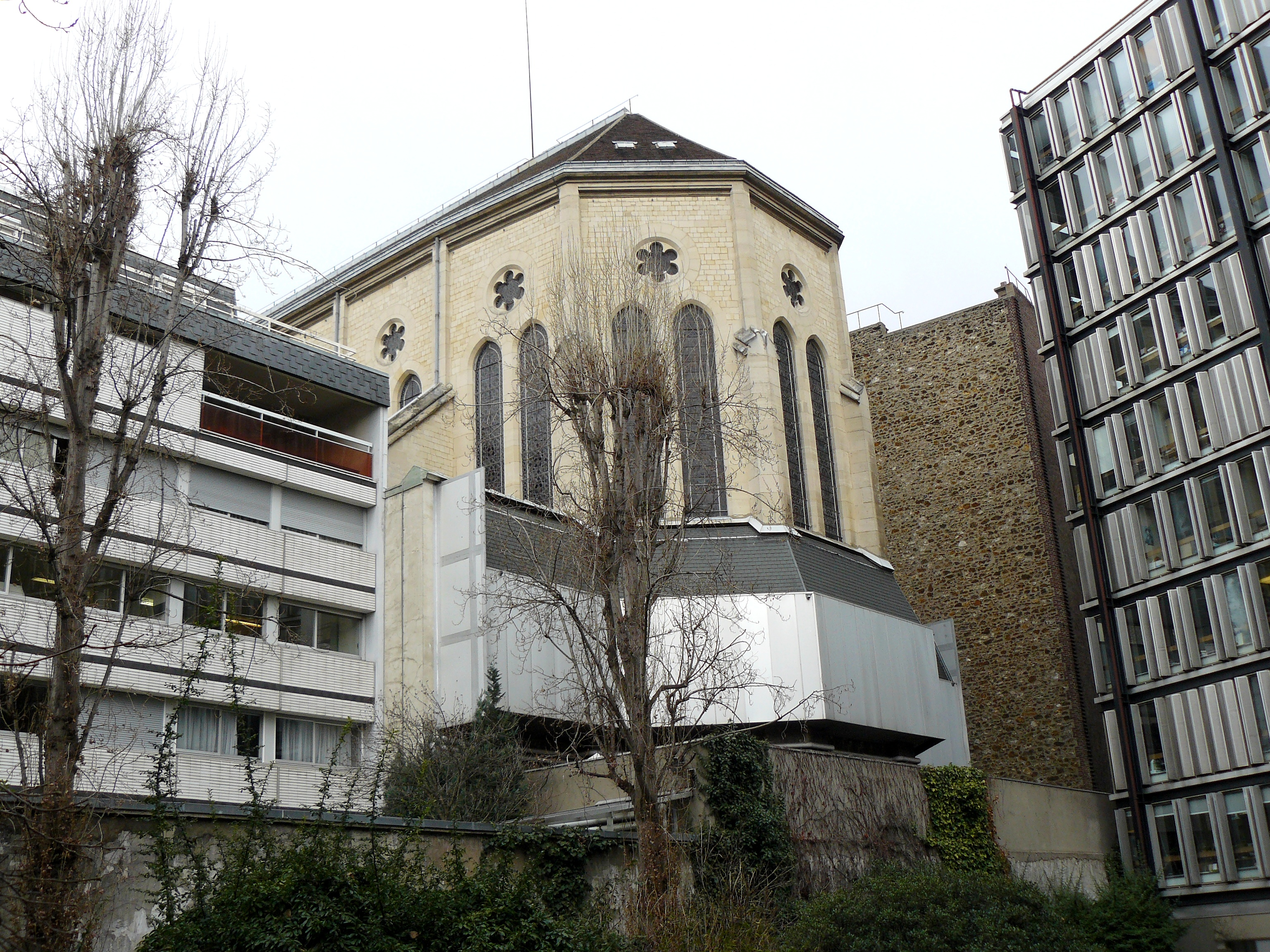
从街上看不到的后殿
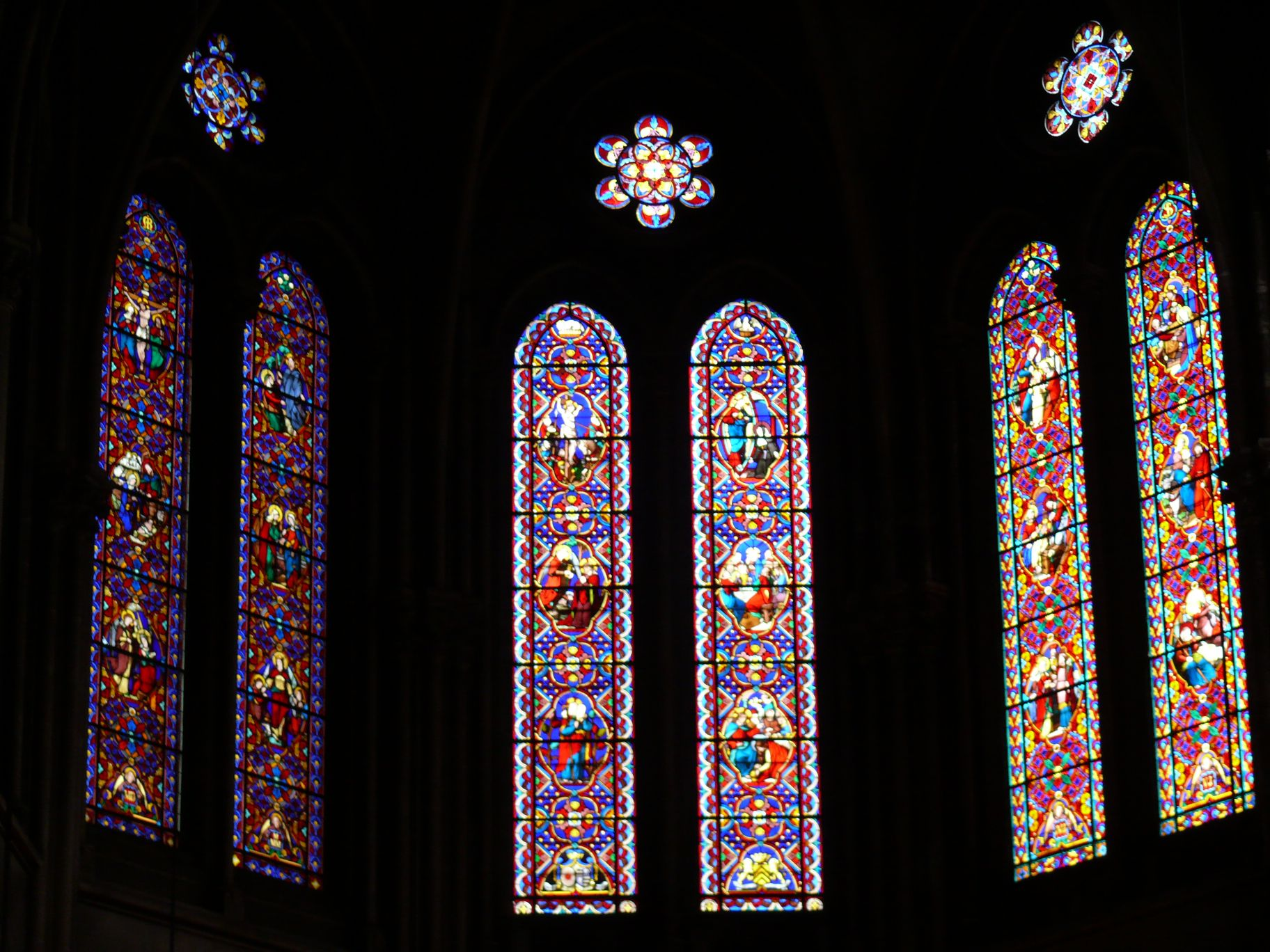
唱经楼的窗户
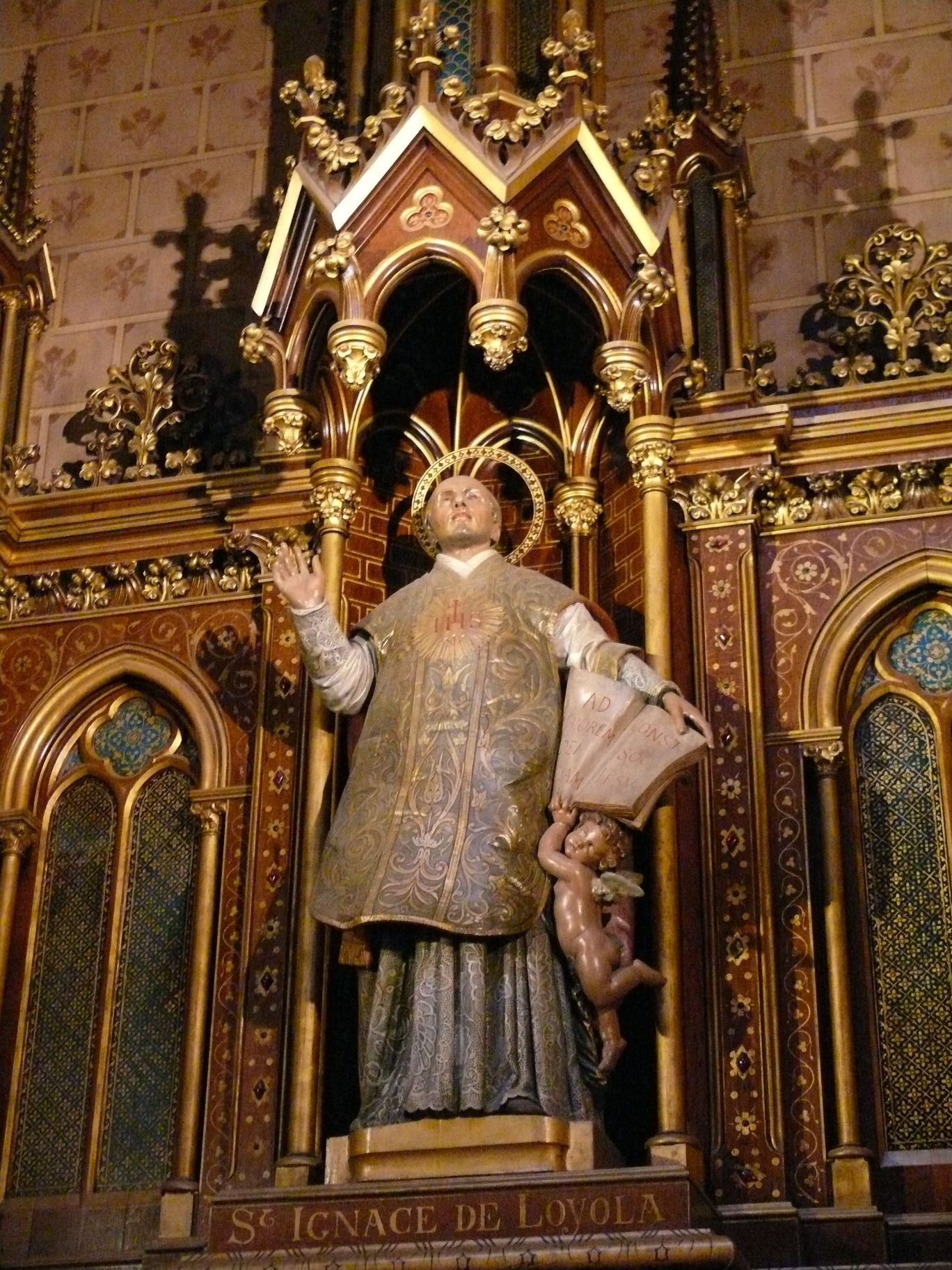
圣依纳爵·罗耀拉像